# Spirit Island (Spiel)
Spirit Island ist ein kooperatives Strategie-Brettspiel, das von R. Eric Reuss entwickelt und 2017 veröffentlicht wurde. Die Spieler übernehmen die Rolle von Geistern, die das natürliche Gleichgewicht einer Insel wiederherstellen wollen, das durch den Einfluss von Invasoren gestört wurde. Das Spiel wurde zudem digital für Windows, Mac, iOS sowie Android umgesetzt.

## Spielwelt
Die Spielwelt besteht aus einer Insel, fernab der bekannten Welt, auf welcher menschliche Ureinwohner (genannt Dahan) sowie diverse Geister lange Zeit in einer friedlichen Koexistenz lebten. Jedoch wurde die Insel im Laufe der Zeit von europäischen Seefahrern entdeckt und kolonisiert (Invasoren), was zu einer beginnenden Verödung des einstigen Paradieses führte. Das Spiel beginnt zu einem Zeitpunkt, an dem sich einige Geister der Insel zur Wehr setzen, um die Kolonisten von der Insel zu vertreiben.

## Spielmechanismen
Jeder der Spieler (1–4) verfügt über einen individuellen Charakter (Geist) mit eigenen Fähigkeiten und vier Starthandkarten. Die Karten ermöglichen es den Spielern, Einfluss auf die Insel sowie die darauf befindlichen Invasoren und Dahan zu nehmen. Im Laufe der Runden werden die Geister mächtiger und generieren immer mehr Möglichkeiten, um den ebenfalls stärker werdenden Invasoren zu begegnen. Die Starthandkarten können im Laufe einer Partie durch weitere Karten ergänzt werden, um den Spielern mehr Handlungsalternativen zu ermöglichen.
Ziel der Spieler ist es, die Invasoren durch die Generierung von Furcht-Punkten von der Insel zu vertreiben. Furcht wird durch Fähigkeiten, Karteneffekte sowie die Zerstörung von Gebäuden der Invasoren erzeugt. Die Handlungen der Invasoren werden über das Ziehen von Geländekarten gesteuert. Diese legen fest, welche Geländefelder der Insel erkundet, bebaut oder verwüstet werden. Sollte es den Invasoren gelingen, die Insel zu stark zu verwüsten beziehungsweise in eine Ödnis zu verwandeln oder die Präsenz eines der Geister zu eliminieren, verlieren die Spieler. Dies geschieht ebenfalls, wenn keine Geländekarten für die Invasoren mehr gezogen werden können.
Das Spiel umfasst zudem diverse Szenarien und die Möglichkeit der Hinzunahme von Nationen bei den Invasoren mit eigenen Abwandlungen der Standardregeln, um die Partien abwechslungsreicher und in der Schwierigkeit skalierbar zu gestalten.

## Erweiterungen
- Ast und Tatze war die erste Erweiterung und erschien 2017 (2019 in der deutschen Version). Sie fügt dem Grundspiel Events, Wildtiere (Bestien), gefährliche Pflanzen (Wildnis), Streit und Krankheiten (Seuchen) hinzu. Zudem werden vorhandene Spielelemente um zwei neue Geister, vier Szenarien, eine neue Nation sowie diverse neue Fähigkeiten-, Furcht und Ödniskarten erweitert.
- Zerklüftete Erde erschien 2020 (2021 in der deutschen Version). Das äußerst umfangreiche Spielmaterial erweitert die bereits aus dem Grundspiel sowie der ersten Erweiterung enthaltenden Spielelemente und ermöglicht zudem das Spielen mit 1–6 Spielern. Zudem werden mit der Einöde und dem Isolieren zwei neue Spielelemente hinzugefügt. Die Erweiterung umfasst zehn weitere Geister, fünf neue Szenarien/Nationen sowie 155 Karten und über 300 Plättchen/Spielsteine. Es werden außerdem sechs Aspekte hinzugefügt, welche bereits bestehende Geister variieren.
- Feather and Flame erschien 2022 und enthielt 4 Geister, die Nation Schottland sowie zwei Szenarien und 10 Einzelkarten, die zuvor als Promos für die Kickstarter Kampagne veröffentlicht wurden. Auf Deutsch wurde der Inhalt diese Erweiterung auf 5 Promo-Packs aufgeteilt und von 2019 bis 2023 veröffentlicht: die Geister Seele des Flächenbrandes, Unter der Insel schlummernde Schlange, Sturzregen durchnässt die Welt und Finder unsichtbarer Wege mit ihren zugehörigen Starthandkarten, sowie eine weitere mit dem übrigen Inhalt.
- Natur Erwacht erschien 2023 (2024 in der deutschen Version). Das Spiel erweitert das vorhandene Spielmaterial weiter. Es werden Lebenskraft und die Incarna als neues Spielmaterial hinzugefügt. Die Erweiterung umfasst acht neue Geister, zweiundzwanzig Aspekte, zwei neue Szenarien und eine neue Nation.
Zudem wurden 2023 auf Deutsch die Geister Unterirdisch lauernde Reißzähne, Wachende Augen in Bäumen, Bodenloser Schlamm der Sümpfe, Zunehmende Hitze in Stein und Sand und Sonnenheller Wirbelwind einzeln veröffentlicht, die im Original Teil des eigenständigen Spin-Off-Spieles Horizons of Spirit Island (2022) waren. Dieses wurde mit vereinfachten Regeln, ohne Holz- und Plastikkomponenten und mit einem unveränderbaren Spielplan kostengünstiger und nicht nur in Spielefachgeschäften angeboten. Der deutsche Verlag sah davon ab, auch dieses Spiel zu veröffentlichen, brachte aber die Geister, die auch für Spirit Island verwendbar sind, gesondert heraus.

## Rezeption
„Spirit Island ist nach wie vor eines meiner liebsten Spiele, trotz der hohen Komplexität und Schwierigkeit. Es ist unglaublich vielseitig, besitzt einen enormen Wiederspielwert und bringt sehr viel Spaß. Jeder Geist spielt sich anders, jede Partie hat kaum Parallelen zur vorherigen. Ich fühle mich eins mit den Geistern der Natur, welche sich gegen die Menschen werfen, die das Land ohne Rücksicht auf Flora und Fauna zerstören und sich ausbreiten wollen.“

„Ich bin von Spirit Island begeistert und es befindet sich weit oben in meinen Top10. Es ist sicherlich kein Spiel für jeden, aber wer vor Expertenspielen und langer Spieldauer nicht zurückschreckt, wird mit einem besonderen Spiel belohnt, das mit einer tollen Atmosphäre und innovativer Spielmechanik auftrumpft und in vielen Bereichen neue Wege geht. Obwohl das Spiel mit jeder Anzahl Spielern wunderbar funktioniert, möchte ich besonders das Spiel zu zweit oder dritt ans Herz legen. Hier kann am besten nachvollzogen werden, wie die anderen Geister agieren und der Bedarf für eine gemeinsame Abstimmung hält sich in Grenzen.“

„Ich könnte noch so viel über Spirit Island schreiben und mich in Details verlieren, denn Spirit Island ist ein Geniestreich und neben Pandemic Legacy für mich das kooperative Brettspiel auf dem Markt. Ich sehe vor allem dieses Jahr kein Spiel, welches auch nur im Ansatz an die großartige Spielbarkeit, Spannung und Abwechslung heranreicht – vor allem in Summe dieser drei Eckpfeiler. Auch thematisch ist Spirit Island eine absolute Wucht! Man fiebert mit und will diese Insel retten. Ich bin sonst kein Solospieler, in Spirit Island habe ich allein teilweise drei Spiele hintereinander gewagt.“

Beim Deutschen Spielepreis 2019 wurde Spirit Island auf Platz 4 gewählt.
Vom 1. März bis 11. Juni 2022 führte die Spiele-Community BoardGameGeek Spirit Island auf Platz 9 der Liste aller bewerteter Brett- und Kartenspiele, was bislang der höchste Rang dieses Spieles war. Aktuell (Stand: März 2025) liegt es auf Platz 10.